# Epitelio pigmentario retinal

Esquema de la retina. El Epitelio pigmentario retiniano se localiza en la parte superior bajo las siglas RPE.

El epitelio pigmentario retiniano o EPR es una capa de células pigmentadas que aparece en el exterior de la retina que nutre sus células visuales, firmemente anclada a la coroides subyacente por la membrana de Bruch.

## Historia

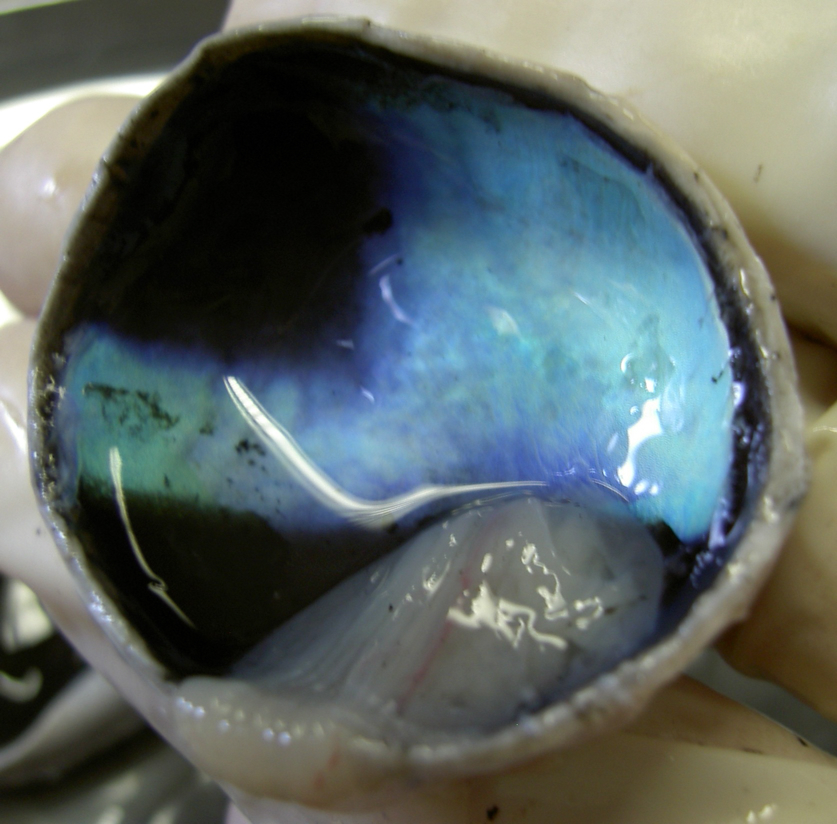
Coroides diseccionada de un ojo de ternera, mostrando un epitelio pigmentario y un tapetum lucidum iridiscente.

El EPR ya era conocido en los siglos XVIII y XIX como el pigmentum nigrum, en referencia a que esta capa de células tiene un aspecto oscuro (negro, en muchos animales y marrón en humanos), y también como tapetum nigrum, refiriéndose a la circunstancia de que algunos animales cuentan con un tapetum lucidum, en la que el epitelio carece de pigmento.

## Anatomía
El EPR está compuesto por una monocapa de células hexagonales que están densamente empaquetadas con gránulos de pigmento.

La retina termina en la ora serrata, punto en el que comienza el cuerpo ciliar, pero el EPR continúa sobre éste sobrepasándolo para convertirse en la superficie posterior del iris, generando las células que forman el músculo dilatador de esta parte del ojo. La capa subyacente, la de conos y bastones (neuroepitelio) continúa como una segunda capa que sobrepasa el cuerpo ciliar. En conjunto estas capas son el equivalente embrionario de la capa conocida como epitelio ciliar. La continuación frontal de la retina, que es el epitelio posterior del iris, va adquiriendo pigmento al entrar en el área del iris.

Vistas desde la superficie externa estas células poseen forma hexagonal y lisa. Vistas en sección, cada célula consta de una parte externa no pigmentada en la que se sitúa un núcleo de forma grande y oval y una porción interior pigmentada que extiende una serie de procesos filiformes rectos entre los bastones. Este sucede especialmente cuando el ojo se expone a la luz.

## Función
El epitelio pigmentario de la retina está implicado en la fagocitosis del segmento externo de las células fotorreceptoras y también en el ciclo de la vitamina A, en la que isomeriza el todo- trans retinol a 11-cis retinal.
El epitelio pigmentario también sirve como factor limitante del transporte que mantiene el ambiente de la retina suministrando pequeñas moléculas como aminoácidos, Ácido ascórbico y D-glucosa, al tiempo que representa una barrera estrecha para las sustancias transportadas por la sangre de la coroides. La homeostasis del ambiente ionico se mantiene por un delicado sistema de transporte e intercambio.

## Patología
En los ojos de los albinos, las células de esta capa no contienen pigmento. También se encuentran disfunciones de este epitelio en la degeneración macular senil y en la retinosis pigmentaria.